# Jungfrau Stafette

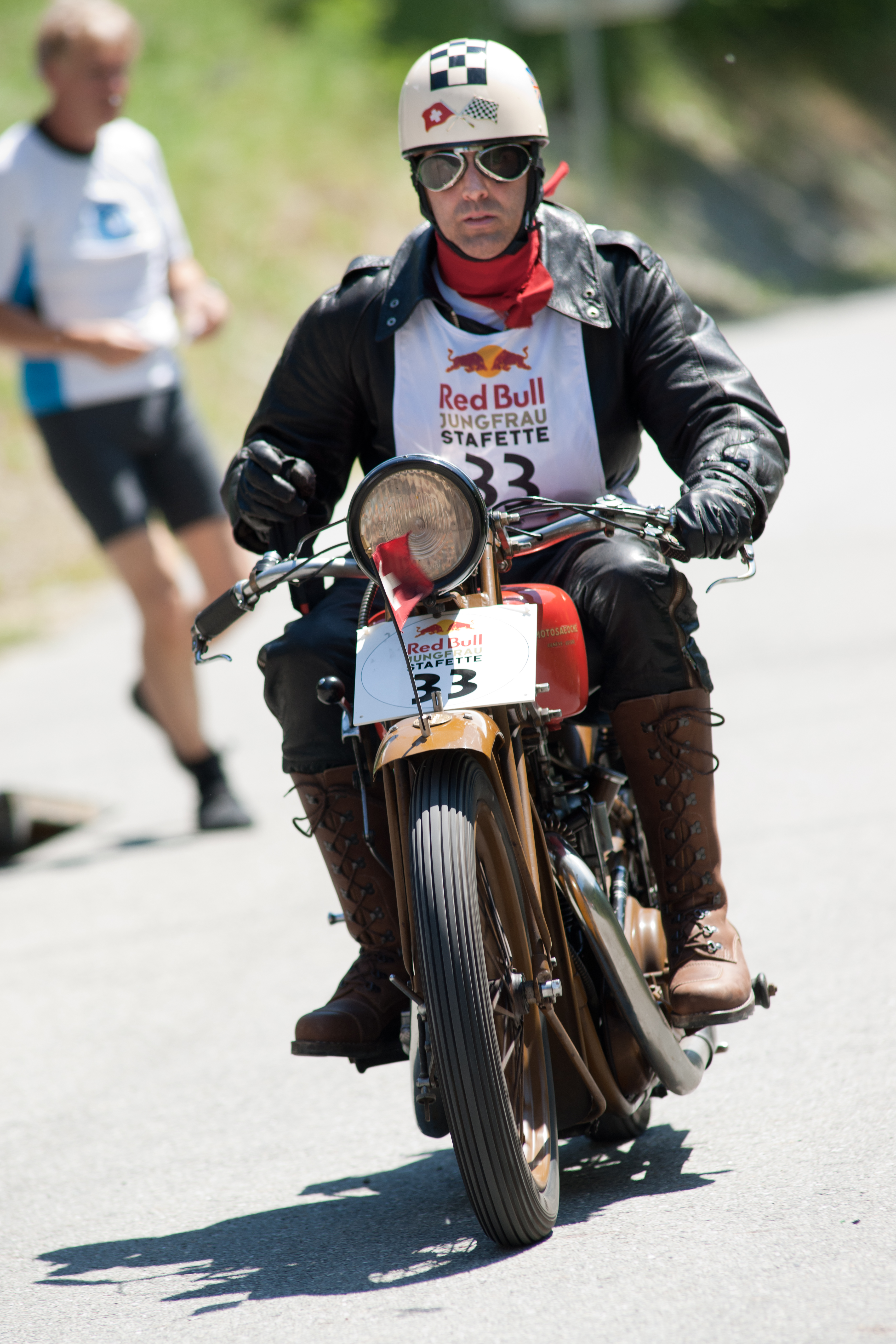
Édition 2010 - Moto

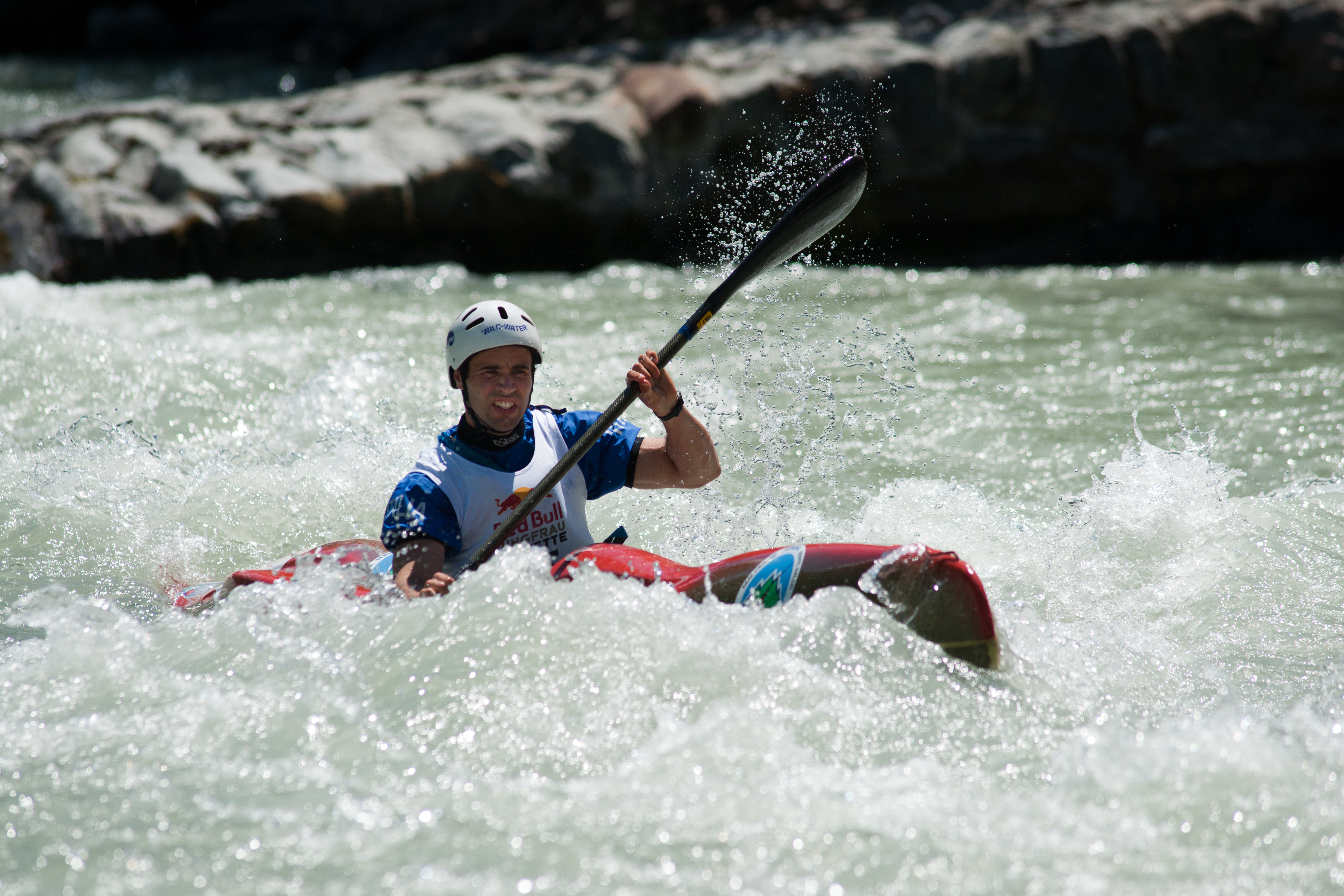
Édition 2010 - Kayak

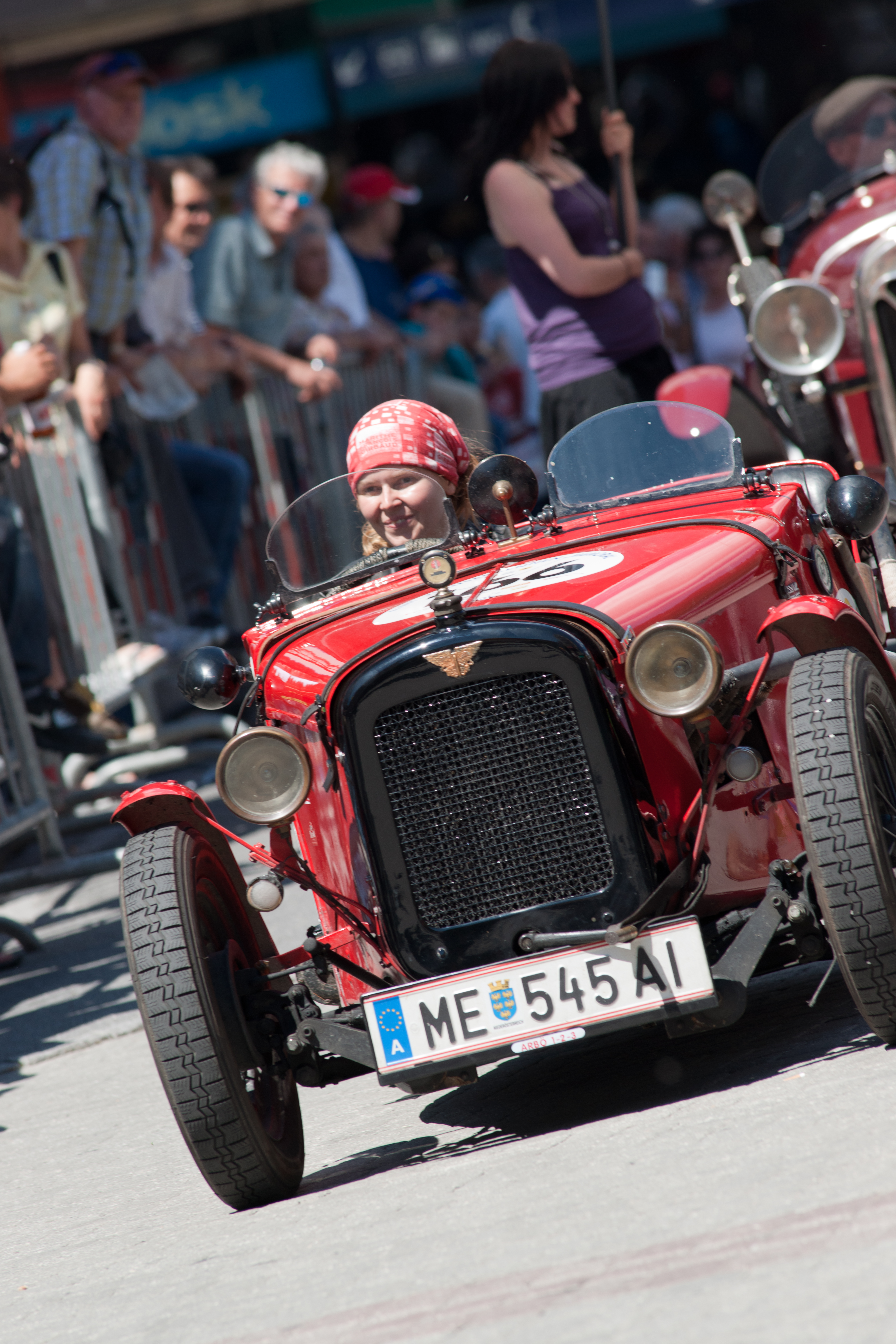
Édition 2010 - Voiture

La Jungfrau Stafette est une compétition sportive de type relai mêlant plusieurs disciplines et dont les concurrents effectuent un tour de Suisse autour du Jungfraujoch.
La première édition eut lieu le 21 juin 1931 à l'initiative d'Othmar Gurtner, publicitaire passionné d'alpinisme. Il imagine, avec Fritz Erb, rédacteur en chef du journal Sport, un relais composé d'aviateurs, de skieurs, de cyclistes, de pilotes automobiles, de motards et de coureurs à pied centré autour du Jungfraujoch, sommet emblématique de Suisse centrale. L'épreuve eut lieu ensuite tous les deux ans jusqu'en 1939, puis la mobilisation de la Seconde Guerre mondiale empêcha sa poursuite et la fit tomber dans l'oubli. 
En 2007, elle renaquit de ses cendres avec l'ajout de nouvelles disciplines telles que le parapente, le cyclo-cross, la natation, le kayak et le VTT de descente. Les étapes motorisées (avion, moto et voiture) se font à bord d'appareils d'époque. La course, longue d'environ 500 km, se déroule chaque année, sur une journée, au début du mois de juin.